# Campionato giapponese maschile di pallavolo
Il campionato giapponese maschile di pallavolo è un insieme di tornei pallavolistici per squadre di club giapponesi, istituiti dalla federazione pallavolistica del Giappone.

## Struttura
- Campionati nazionali professionistici:

SV.League: a girone unico, partecipano dieci squadre;
V.League: a due gironi, partecipano diciotto squadre;
- Campionati regionali non professionistici.